# Lacona, Iowa
Lacona là một thành phố thuộc quận Warren, tiểu bang Iowa, Hoa Kỳ. Năm 2010, dân số của thành phố này là 361 người.

## Dân số
Dân số qua các năm:
- Năm 2000: 360 người.
- Năm 2010: 361 người.